# LPRC Oilers
El Liberia Petroleum Refining Company Oilers (en español: Petroleros de la Compañía de Refinación de Petróleos de Liberia), conocido simplemente como LPRC Oilers, es un equipo de fútbol de Liberia que juega en la Premier League de Liberia, el torneo de fútbol más importante del país.

## Historia
Fue fundado en el año 1969 en la capital Monrovia y es el equipo que representa a la refindora de petróleo de Liberia. Es uno de los equipos más ganadores del país, al acumular 6 títulos de liga, 6 títulos del torneo de copa y una Supercopa.
A nivel internacional ha participado en 11 torneos continentales, donde su mejor participación ha sido en la Recopa Africana 1989 en la que alcanzaron los cuartos de final.

## Palmarés
- Premier League de Liberia: 7

1991, 1992, 1999, 2002, 2005, 2019, 2021
- Copa de Liberia: 6

1988, 1989, 1993, 1999, 2000, 2005
- Supercopa de Liberia: 1

2002

## Participación en competiciones de la CAF
| Temporada | Torneo                            | Ronda            | Club                   | Casa  | Visita | Global      |
| --------- | --------------------------------- | ---------------- | ---------------------- | ----- | ------ | ----------- |
| 1987      | Recopa Africana                   | 1                | Entente II             | 1-1   | 0-0    | 1-1 (a)     |
| 1989      | Recopa Africana                   | 1                | Panthère du Ndé        | 2-1   | 0-0    | 2-1         |
| 1989      | Recopa Africana                   | 2                | ASI Abengourou         | 2-0   | 2-3    | 4-3         |
| 1989      | Recopa Africana                   | Cuartos de final | Gor Mahia FC           | 1-3   | 0-0    | 1-3         |
| 1990      | Recopa Africana                   | 1                | East End Lions         | 0-0   | 0-1    | 0-1         |
| 1992      | Copa Africana de Clubes Campeones | 1                | Mighty Blackpool       | 1-0   | 1-3    | 2-3         |
| 1993      | Copa Africana de Clubes Campeones | 1                | Etoile Filante de Lomé | w.o.1 | w.o.1  | w.o.1       |
| 1993      | Copa Africana de Clubes Campeones | 2                | Club Africain          | dq2   | dq2    | dq2         |
| 1994      | Recopa Africana                   | 1                | ASC Snim               | dq3   | dq3    | dq3         |
| 1994      | Recopa Africana                   | 2                | Mbilinga FC            | w.o.4 | w.o.4  | w.o.4       |
| 1999      | Recopa Africana                   | Preliminar       | Mogas 90 FC            | 1-0   | 0-0    | 1-0         |
| 1999      | Recopa Africana                   | 1                | AS Mineurs             | 1-0   | 0-1    | 1-1 (3-4 p) |
| 2006      | Liga de Campeones de la CAF       | Preliminar       | ASC Diaraf             | 0-0   | 2-3    | 2-3         |
| 2019/20   | Liga de Campeones de la CAF       | Preliminar       | Generation Foot        | 1-0   | 0-3    | 1-3         |
| 2021/22   | Liga de Campeones de la CAF       | 1                | ASKO Kara              | 3-0   | 1-2    | 4-2         |
| 2021/22   | Liga de Campeones de la CAF       | 2                | Raja Casablanca        | 0-2   | 0-2    | 0-4         |
| 2021/22   | Copa Confederación de la CAF      | Playoff          | Orlando Pirates FC     | 0-2   | w.o.4  | 0-2         |

1- Etoile Filante de Lomé abandonó el torneo.

2- LPRC Oilers fue descalificado del torneo.

3- ASC Snim fue descalificado del torneo.

4- LPRC Oilers abandonó el torneo.